# Gabriella Wilde
Gabriella Zanna Vanessa Anstruther-Gough-Calthorpe (Basingstoke, 8 de abril de 1989), conhecida pelo nome artístico Gabriella Wilde ou Gabriella Calthorpe, é uma modelo e atriz inglesa, conhecida pelo seu papel nos filmes Os Três Mosqueteiros (de 2011), Carrie (2013) e Endless Love (2014).

## Biografia
Gabriella Wilde nasceu em Basingstoke, Hampshire, Inglaterra. É descendente da aristocrática família Gough-Calthorpe. Seu pai, o empresário John Anstruther-Gough-Calthorpe, é um ex-presidente do Watermark Group, e neto do baronete Fitzroy Anstruther-Gough-Calthorpe. Sua mãe, Vanessa Mary Theresa, é ex-mulher do socialite galês Dai Llewellyn, 4º baronete. Por parte de seu avô materno, os antepassados de Wilde incluem Montagu Bertie, o 6º conde de Abingdon e Stephanus Van Cortlandt, o primeiro prefeito nativo de Nova York.

## Carreira
Gabriella Wilde começou sua carreira como modelo. Descoberta aos 14 anos por Naomi Campbell, ela se juntou à sua agência chamada Premier Model Management e apareceu em campanhas para empresas como L.K.Bennett, Lacoste, Abercrombie & Fitch, Burberry, Topshop e posou para InStyle, Cosmopolitan, Vogue e Nylon.
Em 2007, foi nomeada segunda garota mais elegível da Grã-Bretanha, porém rejeitou a atenção da imprensa e do rótulo de It girl.
Em 2009, Wilde fez sua estreia como atriz no filme de comédia e aventura St. Trinian's 2: The Legend of Fritton's Gold, como Saffy.
Em 2010, apareceu em um episódio da série de TV da BBC, Doctor Who. Ainda em 2010, foi anunciada no cinema para o filme The Three Musketeers, de 2011, na adaptação do romance homônimo, no papel da heroína e dama de companhia Constance Bonacieux. Ainda em 2011, atuou no curta Il Maestro, como Cellist.
Em 2012, atuou no filme para televisão Dark Horse, no papel da protagonista Wynter-Lee Cardigan.
Em 2013, ficou mais conhecida no cinema, onde atuou no filme de terror Carrie. No filme, Wilde interpreta Sue Snell, uma das adolescentes que humilham Carrie (Chloë Grace Moretz) no banheiro, porém se redime, e pede ao seu namorado Tommy Ross (Ansel Elgort), que convide Carrie para o baile. No final, sua personagem escapa da morte na casa de Carrie e descobre que está grávida de Tommy.

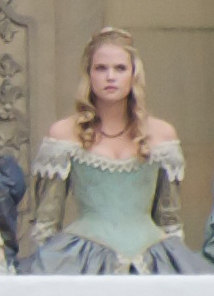
Wilde em 2010, filmando uma cena do filme Os Três Mosqueteiros.

Em 2014, interpretou Jade Butterfield no filme Endless Love, refilmagem do filme de 1981, contracenando com o ator Alex Pettyfer. No filme de 1981, a personagem Jade Butterfield foi interpretada por Brooke Shields. No mesmo ano, fez um filme lançado diretamente em vídeo, chamado Squatters.
Recentemente foi anunciado que ela se juntaria ao elenco de Wonder Woman 1984, a sequência do filme de 2017. Seu papel ainda não foi divulgado e o longa estreia em 1 de novembro de 2019.

## Vida pessoal
Gabriella Wilde é casada com o músico Alan Pownall desde 13 de setembro de 2014. Ela deu à luz um menino chamado Sasha Blue Pownall, em 3 de fevereiro de 2014.Em 2016, Wilde deu à luz seu segundo filho, Shiloh Silva Pownall.

## Filmografia

### Filmes
| Ano  | Título                                        | Título em português                         | Papel               | Notas          |
| ---- | --------------------------------------------- | ------------------------------------------- | ------------------- | -------------- |
| 2009 | St. Trinian's 2: The Legend of Fritton's Gold | br: Escola para Garotas Bonitas e Piradas 2 | Saffy               |                |
| 2011 | The Three Musketeers                          | br/pt: Os Três Mosqueteiros                 | Constance Bonacieux |                |
| 2012 | Il Maestro                                    |                                             | Cellist             | Curta-metragem |
| 2013 | Carrie                                        | br: Carrie, a Estranha / pt: Carrie         | Sue Snell           |                |
| 2014 | Endless Love                                  | br: Amor sem Fim / pt: Amor Infinito        | Jade Butterfield    |                |
| 2014 | Squatters                                     | br: Desabrigados                            | Kelly Tanner        | Filme em vídeo |
| 2020 | Wonder Woman 1984                             | br: Mulher-Maravilha 1984                   |                     | Pós-produção   |

### Televisão
| Ano       | Título     | Papel               | Notas                                                              |
| --------- | ---------- | ------------------- | ------------------------------------------------------------------ |
| 2010      | Doctor Who | Vampire Girl        | Episódio: "The Vampires of Venice"                                 |
| 2012      | Dark Horse | Wynter-Lee Cardigan | Filme para televisão                                               |
| 2016–2019 | Poldark    | Caroline Enys       | 32 episódios Prêmio Satélite de Melhor Elenco - Série de Televisão |